# Golkowice (województwo małopolskie)
Golkowice – wieś w Polsce, położona w województwie małopolskim, w powiecie wielickim, w gminie Wieliczka.
W latach 1975–1998 wieś administracyjnie należała do województwa krakowskiego.
Golkowice to duża wieś, oddalona od centrum Krakowa o 12 km, granicząca z nim od południa. Położona na Pogórzu Wielickim, na dwóch wzniesieniach rozdzielonych południkowo rzeką Wilgą. Od zachodu graniczy z osiedlem Zbydniowice, od północy z osiedlami Rajsko i Soboniowice, od wschodu z wsią Grabówki, od południa ze wsiami Podstolice i Ochojno. Sama wieś podzielona jest od wieków na: Sosnowiec, Pastwiska, Podlesie, Środek, Gąsiory, Pasternik, Zalesie i Lasowice, otoczona z każdej strony sześcioma zabytkowymi kapliczkami.

## Integralne części wsi
| SIMC    | Nazwa     | Rodzaj     |
| ------- | --------- | ---------- |
| 0340411 | Biskupie  | część wsi  |
| 0340428 | Gąsiory   | część wsi  |
| 0340434 | Gracówka  | część wsi  |
| 0340500 | Lasowice  | przysiółek |
| 0340440 | Pasternik | część wsi  |
| 0340457 | Pastwiska | część wsi  |
| 0340463 | Podlesie  | część wsi  |
| 0340470 | Sosnowiec | część wsi  |
| 0340486 | Zalesie   | część wsi  |
| 0340492 | Zarzecze  | część wsi  |

## Historia
Pierwsze zapiski o Golkowicach pochodzą XII wieku, kiedy to Długosz w swojej kronice nazywa je Golykowiczami. Golkowice były wsią książęcą do XIV wieku. Nigdy nie należały do wielkich i możnych potentatów ziemskich lecz zamieszkiwali je wolni kmiecie. Na przełomie XIV i XV w. Golkowice stały się własnością klasztoru Benedyktynów w Tyńcu. Mieszkańcy Golkowic byli więc zobligowani do składania danin na rzecz klasztoru w Tyńcu i parafii w Wieliczce, do której należeli. Zajmowali się oni rolnictwem, myślistwem i hodowlą. Na ładnym wzniesieniu, zwanym do dziś podworcem, powstał dwór, w którym mieszkał zarządca dbający o interesy klasztoru. We wsi znajdowały się dwie karczmy.

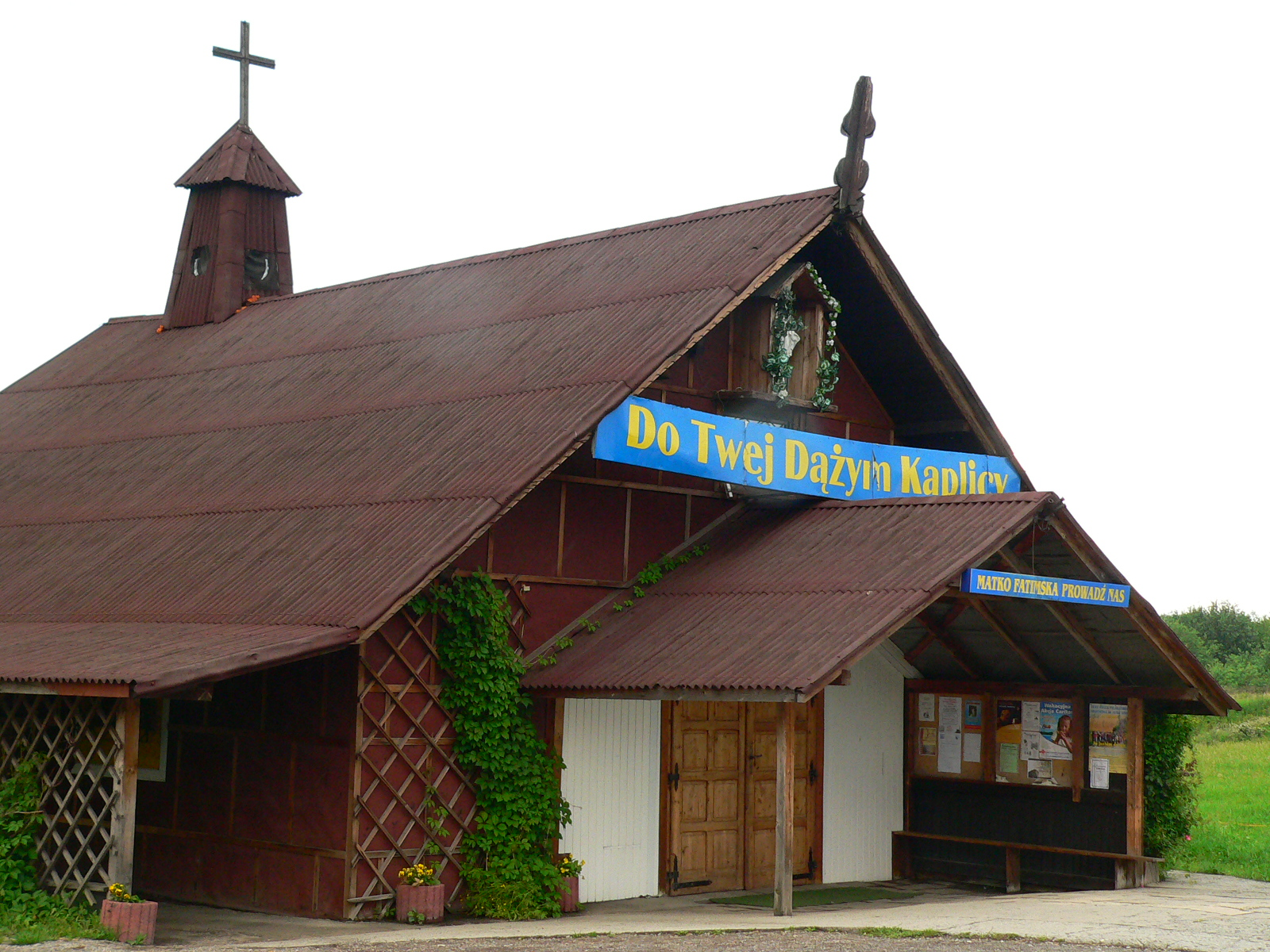
Kaplica Matki Bożej Fatimskiej

Po kasacji klasztorów w 1817 roku wieś wraz z folwarkiem Biskupie przeszła na własność biskupów tarnowskich, a od 1880 roku biskupów krakowskich. Przez Golkowice przechodziły wojska Poniatowskiego w 1809 i 1813 roku oraz powstańcy Dembowskiego w 1846 r. W tym też roku w czasie rzezi galicyjskiej zarządca dworu Kwieciński uciekł do Krakowa, a chłopi częściowo rozgrabili dwór (który przestał istnieć kilkadziesiąt lat później). Oprócz wymienionej parafii w Wieliczce, Golkowice należały również do parafii św. Jakuba i Bożego Ciała w Krakowie, do Kosocic i Wróblowic, obecnie są samodzielną parafią pw. Matki Bożej Fatimskiej, prowadzoną przez zakon werbistów. Wieś słynęła od XIX wieku z wypieku sławnych kukiełek zwanych gołkami i jak głosi legenda, w czasie wizyty cesarza Franciszka Józefa w Krakowie wybudowano specjalny piec, w którym upieczono kukiełkę ze 150 kg mąki i poczęstowano cesarza z całym dworem, za co dał on Golkowicom przywilej wolnego handlu.

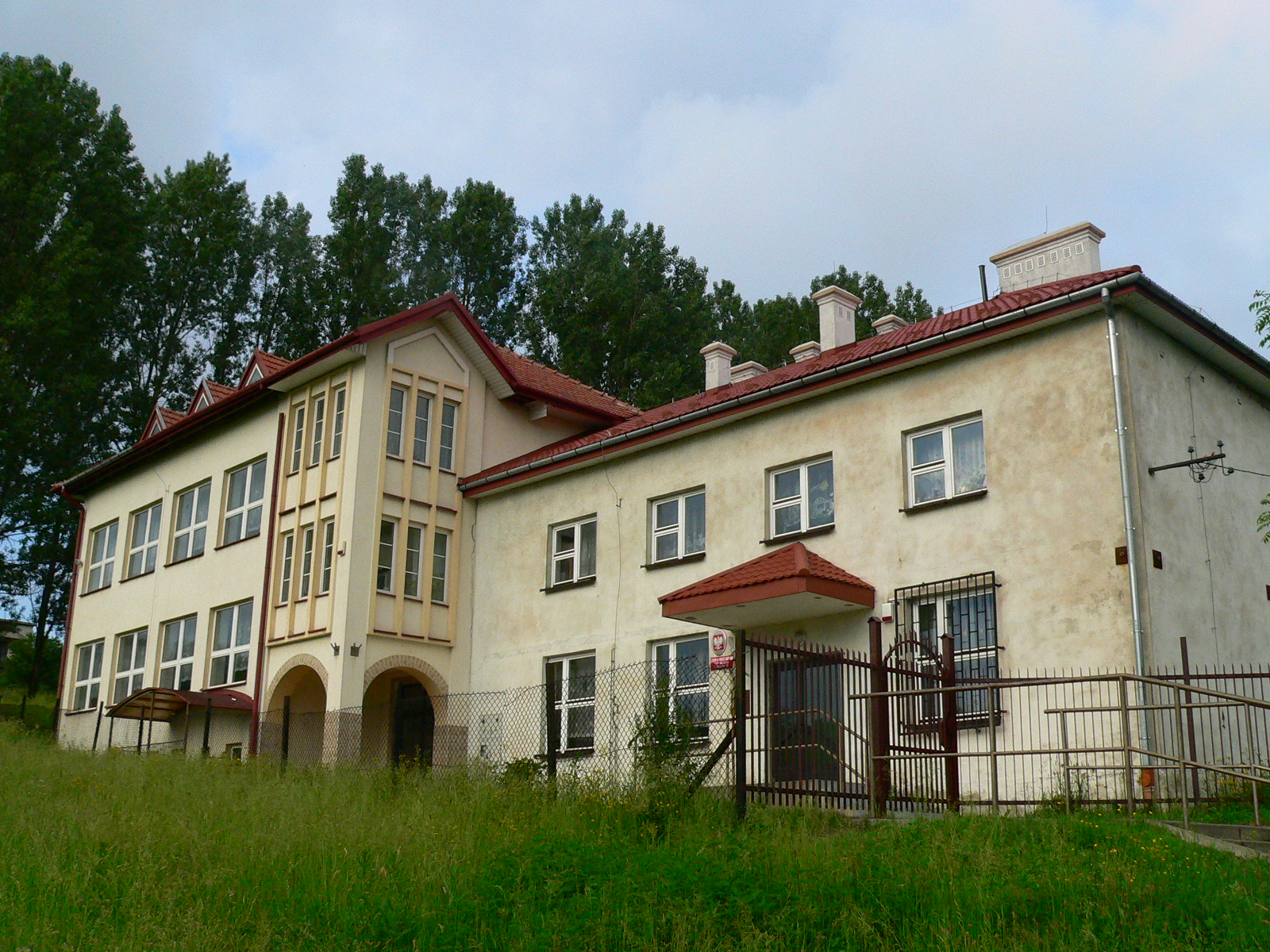
Szkoła podstawowa

Na początku XX w. wybudowano w Golkowicach nową szkołę, a później po wojnie w latach 50. i 60. strażnicę. W wieku XIX aż do czasów II wojny światowej Golkowianie zajmowali się głównie rolnictwem i handlem. Brali oni czynny udział w I wojnie światowej, wojnie bolszewickiej i II wojnie światowej. W czasie okupacji został utworzony oddział Armii Krajowej, którego zadaniem była ochrona tajnej radiostacji "Wisła", która przekazywała wiadomości do Londynu. Po wojnie żołnierze AK i członkowie PSL Mikołajczyka byli represjonowani przez nową władzę.
Wieś kultywuje od wieków tradycje narodowe i regionalne np.: tradycyjne kolędowanie w okresie świąt Bożego Narodzenia, zapusty, obchody Wielkiego Tygodnia, śmigus, sobótki czy dożynki.

## Komunikacja
Komunikację z Krakowem zapewnia MPK (linie 107, 135, 214, 254). Do Wieliczki kursują busy, a także linia G3.

## Sport
We wsi od 1982 istnieje Towarzystwo Sportowe Wilga Golkowice. Klub posiada sekcje piłkarską i kolarską. Aktualnie znajduje się w Klasie B.

## Przypisy

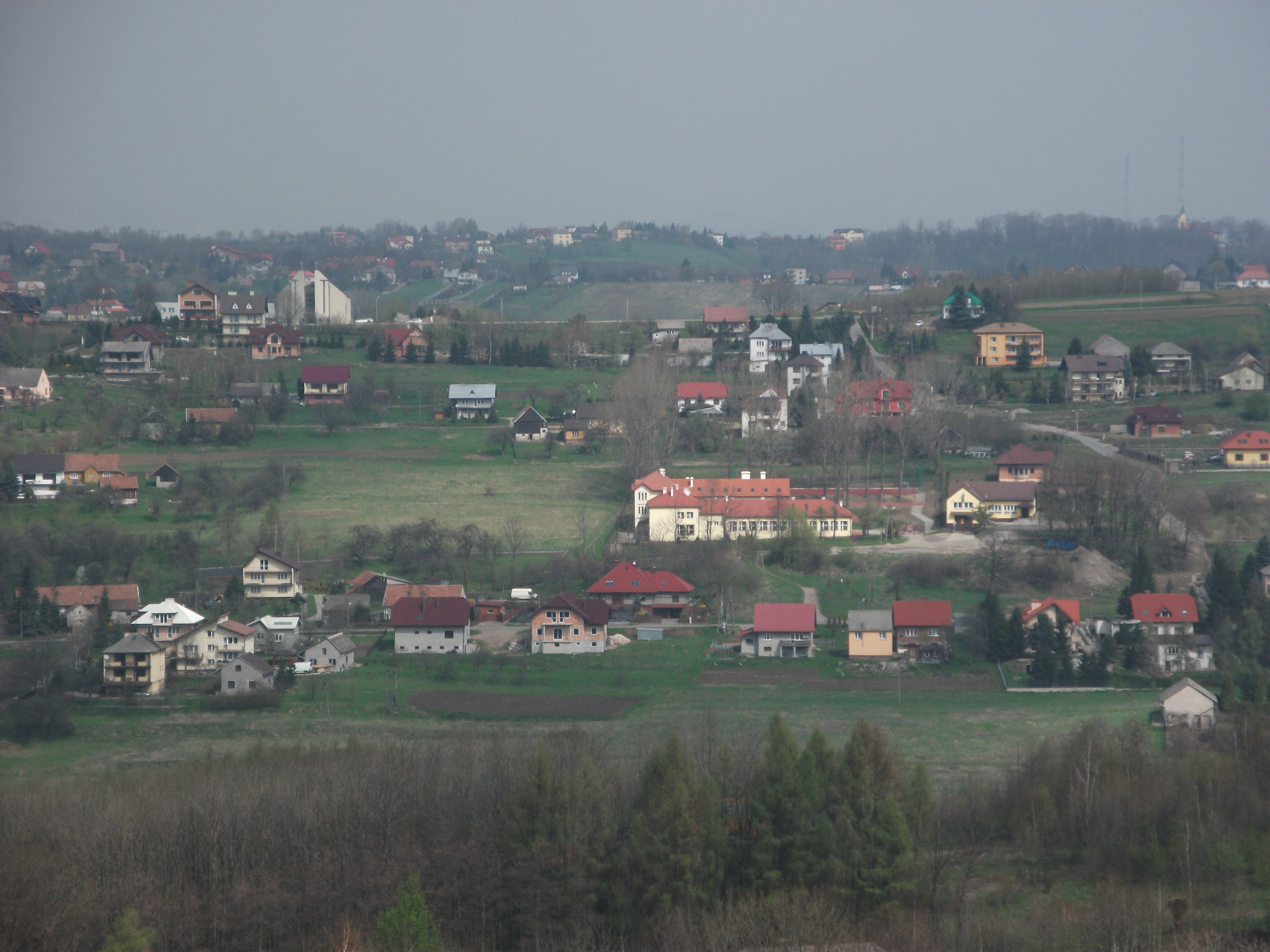
Widok na Golkowice